# Cheyenne County (Colorado)
Cheyenne County je okres ve státě Colorado v USA. K roku 2010 zde žilo 1 836 obyvatel. Správním městem okresu je Cheyenne Wells. Celková rozloha okresu činí 4 614 km².